# 瓦屋山站
瓦屋山站位于中国江苏省常州市溧阳市西北部，处于上兴镇与竹箦镇交界处，是宁杭客运专线在溧阳市境内所设的两座高速铁路客运站之一，由上海铁路局管辖。车站始建于2010年，2013年7月1日与宁杭客运专线同步投入使用。
瓦屋山站邻近341省道、104国道和长深高速公路上兴互通。车站以北10公里处有瓦屋山，瓦屋山站因而得名。

## 车站结构
瓦屋山站站房位于线路右侧，西南朝向，为小型站，采用线侧下式布局及下进下出的组织流线。站房建筑面积3495平方米，由中铁四局集团建筑装饰安装工程有限公司承建。站房主体采用钢筋混凝土框架结构，屋面采用轻型网架结构，地上两层，局部有一层地下室，建筑总长96.5米，宽24.4米，高14.7米。站房造型为仿古的宫殿，象征“绿树葱茏瓦屋山、千年古刹宝藏寺”。青色立面的大理石是横向排列的竹子，寓意竹海连绵。
站房中央为候车厅，东南侧为售票厅，西北侧为出站厅，候车厅内无商业设施。售票厅内设有2台自动售票机，并预留3个人工售票窗口。人工售票、退票、改签等服务由候车厅客服中心代理。
瓦屋山站站场规模为2台4线，设有2座侧式站台，2条正线，2条到发线。站台宽8米，高1米。站台雨棚采用单臂悬挑结构，高7.5米，覆盖面积9910平方米。
|  |  |

## 车次
瓦屋山站远离城市，是宁杭客运专线沿线经停车次最少的车站之一。开通初期经停8趟列车（分别为D5581、D5582、G7605、G7637、G52、G7682、G7641和D271次），2014年调整至4趟后逐年增停，至2018年共经停15趟列车。
截止2025年1月，瓦屋山站共通行下列车辆：D2254, D3295, G7611, G1665, G2624, G7477, G176, G7755, G1731, C3002, D2293, G1496, G186, G2807, G7662, D2191, G169, G282, G7751, G442, G1483, G3106, G7615, G7661, D2245, G7610, D2294

## 配套设施

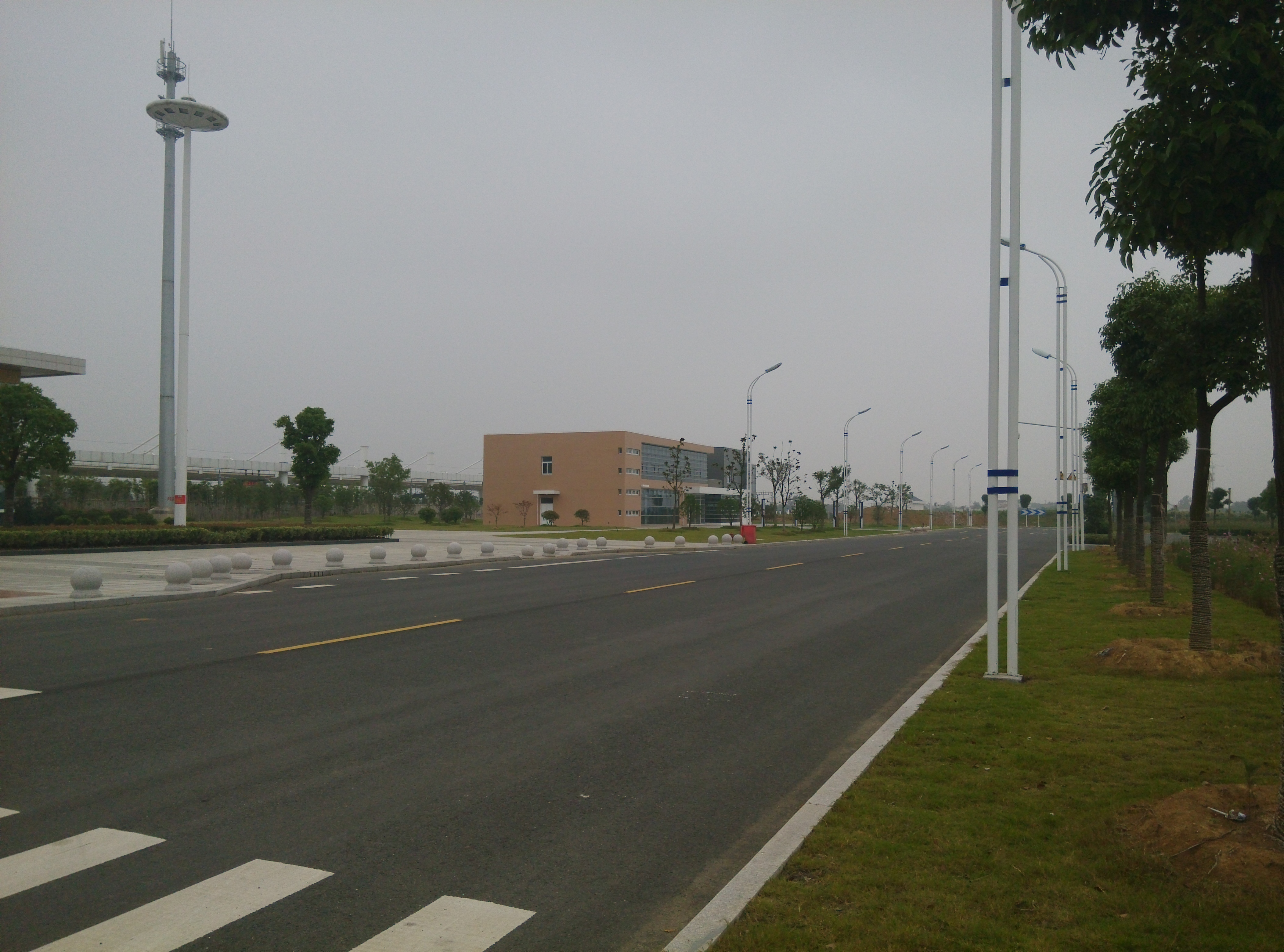
瓦屋山站站区东侧附属设施，未启用

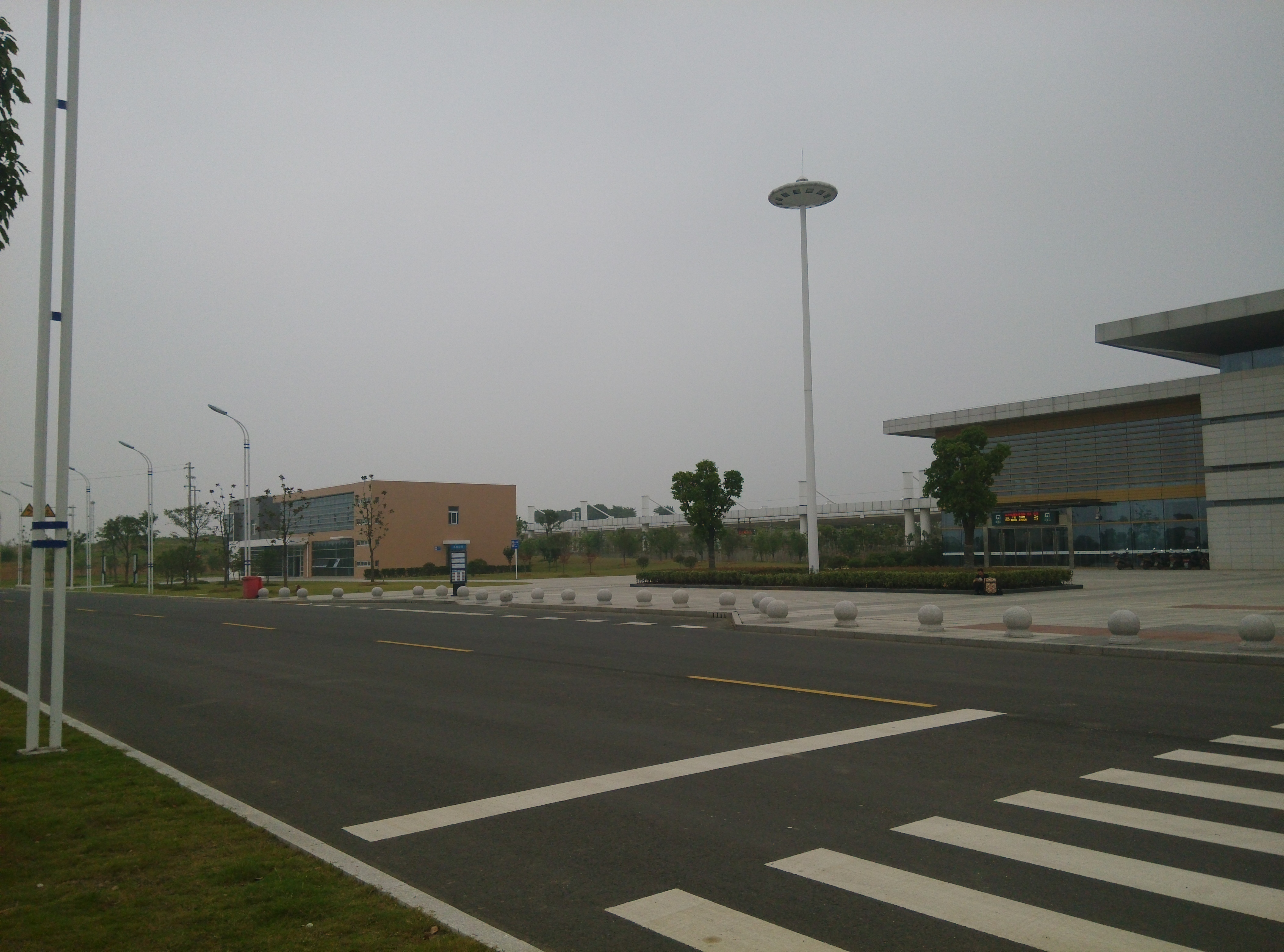
瓦屋山站站区西侧附属设施，未启用

### 站前广场
瓦屋山站站前广场预留地块暂未建设。

### 停车场
位于站前广场两侧，为收费停车场。停车时长不超过30分钟免费，超过30分钟则根据车型和停车时长收取5元或5元以上不等停车费，小型车单日收费不超过15元。

### 公共交通
| 瓦屋山站    | 瓦屋山站   | 瓦屋山站 | 瓦屋山站 | 瓦屋山站 |
| 编号        | 路线       | 路线     | 路线     | 备注     |
| ----------- | ---------- | -------- | -------- | -------- |
| 221溧阳     | 竹箦公交站 | ⇆        | 瓦屋山站 |          |
| 293溧阳     | 上兴公交站 | ⇆        | 步村     |          |
| 293夜班溧阳 | 上兴公交站 | ⇆        | 瓦屋山站 |          |